# Les Mousquetaires au couvent
Les Mousquetaires au couvent (títol original en francès; en català, Els mosqueters al convent) és una opérette en tres actes amb música de Louis Varney i llibret en francès de Jules Prével i Paul Ferrier, basat en un vodevil de St-Hilaire i Dupont de l'any 1835 titulat L'habit ne fait pas le moine ("L'hàbit no fa al monjo"). Es va estrenar a París en el Théâtre des Bouffes-Parisiens, el 16 de març de 1880, on va ser reposada en una versió revisada el 2 de setembre de 1880 i després el 1883, 1896 i 1906.
Va ser l'obra de més èxit de Varney i l'única que ha conservat un lloc en el repertori francès.